# 武井修志
武井 修志（たけい しゅうじ、1982年12月8日 - ）は、東京都江東区出身のプロバスケットボール選手。ポジションはポイントガード・シューティングガード。身長は178cm、体重は75kg、血液型はO型。

## 来歴
小3でバスケを始め、深川クラブ（江東区立第三砂町中学校）、國學院高校、早稲田大学でバスケ部に所属する。
大学卒業後は東京都のアマチュアクラブチーム「エクセレンス」（東京エクセレンスの前身クラブ）に入団。また同年からサマープロリーグに参戦している。
2006年、bjリーグ・富山グラウジーズにドラフト外入団。
2007年にNBAを目指すため渡米し、IBLのサンタバーバラ・ブレイカーズでプレー。
2009年、毎年パリで行われるストリートボールの国際大会「QUAI 54」に日本代表チーム「ライジング・サンズ(Rising Suns)」のキャプテンとして出場。
2010年にはペルートップリーグに所属する「サン・マルコス」と契約。また前年に続き、「QUAI 54」にも出場。
2011年、ドイツ・リジョナリーガ1（ブンデスリーガから4部リーグ相当）の「ベルリン・バスケッツ」と契約。
その後はナイキジャパン入社。2014年広島ライトニングと契約する。
一方、ストリートボールでも「ST」として活躍し2代目Legendとなる。2009年にはALLDAYを連覇、2大会連続のMVP獲得は史上初。